# Список наград и номинаций сериала «Секретные материалы»

## Премия «Эмми»

### Прайм-таймовая премия «Эмми»
| Год  | Категория                                                     | Номинант(ы)                           | Результат |
| ---- | ------------------------------------------------------------- | ------------------------------------- | --------- |
| 1995 | Лучший драматический сериал                                   |                                       | Номинация |
| 1995 | Лучший сценарий драматического телесериала                    | Крис Картер                           | Номинация |
| 1995 | Лучшая приглашённая актриса в драматическом телесериале       | Си Си Эйч Паундер                     | Номинация |
| 1998 | Лучший драматический сериал                                   |                                       | Победа    |
| 1998 | Лучшая режиссура драматического телесериала                   | Крис Картер                           | Номинация |
| 1998 | Лучший сценарий драматического телесериала                    |                                       | Номинация |
| 1998 | Лучшая мужская роль в драматическом телесериале               |                                       | Номинация |
| 1998 | Лучшая мужская роль второго плана в драматическом телесериале |                                       | Номинация |
| 1998 | Лучшая мужская роль второго плана в драматическом телесериале | Номинация                             |           |
| 1998 | Лучшая женская роль второго плана в драматическом телесериале |                                       | Победа    |
| 1999 | Лучшая женская роль в драматическом телесериале               | Джиллиан Андерсон (эпизод «Милагро»)  | Номинация |
| 1999 | Лучшая приглашённая актриса в драматическом телесериале       | Вероника Картрайт (эпизод «Два отца») | Номинация |

## Премия «Золотой глобус»
«Золотой глобус» — американская премия, присуждаемая Голливудской ассоциацией иностранной прессы с 1944 года за кинофильмы и телевизионные картины. Вручается каждый год в январе по результатам голосования примерно 90 международных журналистов, живущих в Голливуде.
| Год  | Категория                                                 | Номинант          | Результат |
| ---- | --------------------------------------------------------- | ----------------- | --------- |
| 1995 | Лучший драматический сериал                               |                   | Победа    |
| 1996 | Лучшая мужская роль в телевизионном драматическом сериале | Дэвид Духовны     | Номинация |
| 1996 | Лучшая женская роль в телевизионном драматическом сериале | Джиллиан Андерсон | Номинация |
| 1997 | Лучший драматический сериал                               |                   | Победа    |
| 1997 | Лучшая мужская роль в телевизионном драматическом сериале | Дэвид Духовны     | Победа    |
| 1997 | Лучшая женская роль в телевизионном драматическом сериале | Джиллиан Андерсон | Номинация |
| 1998 | Лучший драматический сериал                               |                   | Победа    |
| 1998 | Лучшая мужская роль в телевизионном драматическом сериале | Дэвид Духовны     | Номинация |
| 1998 | Лучшая женская роль в телевизионном драматическом сериале | Джиллиан Андерсон | Номинация |
| 1999 | Лучший драматический сериал                               |                   | Номинация |
| 1999 | Лучшая мужская роль в телевизионном драматическом сериале | Дэвид Духовны     | Номинация |
| 1999 | Лучшая женская роль в телевизионном драматическом сериале | Джиллиан Андерсон | Номинация |

## Премия Американской ассоциации монтажёров
Премия Американской ассоциации монтажёров, также известная как премия «Эдди» — ежегодная американская награда за выдающиеся достижения в области монтажа кино и телевидения. Учреждена в 1962 году Американской ассоциацией монтажёров.
| Год  | Категория                                                    | Номинант                                             | Результат |
| ---- | ------------------------------------------------------------ | ---------------------------------------------------- | --------- |
| 1997 | Лучший монтаж часового сериала для коммерческого телевидения | Хизер Макдугал (эпизод «Unruhe»)                     | Номинация |
| 1998 | Лучший монтаж часового сериала для коммерческого телевидения | Линн Уиллингем (эпизод «Постмодернистский Прометей») | Номинация |

## Премия Американской гильдии гримёров
Американская гильдия гримёров вручает награды за лучший грим и прически в кино и телепостановках.
| Год  | Категория                         | Номинант                                                             | Результат |
| ---- | --------------------------------- | -------------------------------------------------------------------- | --------- |
| 2000 | Лучший грим в современном сериале | Чери Монтесанто и Кевин Уэстмор (эпизод «Два сына»)                  | Номинация |
| 2000 | Лучший грим в современном сериале | Чери Монтесанто, Кевин Уэстмор и Лаверн Манро (эпизод «Треугольник») | Победа    |

## Премия Американского общества специалистов по кастингу
С октября 1985 года, Американское общество специалистов по кастингу присуждает награду Artios Awards за лучший подбор актерских ансамблей в фильмах, театральных постановках и на телевидении.
| Год  | Категория                                 | Номинант                   | Результат |
| ---- | ----------------------------------------- | -------------------------- | --------- |
| 1994 | Лучший кастинг драматического телесериала | Рик Милликен и Линн Кэрроу | Номинация |

## Премия Гильдии режиссёров Америки
Премия Гильдии режиссёров Америки — ежегодная американская премия за выдающиеся достижения в области режиссуры кино и телевидения. Награда учреждена в 1948 году.
| Год  | Категория                               | Номинант                                          | Результат |
| ---- | --------------------------------------- | ------------------------------------------------- | --------- |
| 1995 | Лучшая режиссура драматического сериала | Крис Картер (эпизод «Список»)                     | Номинация |
| 1997 | Лучшая режиссура драматического сериала | Крис Картер (эпизод «Постмодернистский Прометей») | Номинация |
| 1998 | Лучшая режиссура драматического сериала | Крис Картер (эпизод «Треугольник»)                | Победа    |

## Премия «Сатурн»
| Год  | Категория                                                 | Номинант          | Результат |
| ---- | --------------------------------------------------------- | ----------------- | --------- |
| 1994 | Лучший жанровый телесериал                                |                   | Номинация |
| 1995 | Лучший жанровый телесериал                                |                   | Победа    |
| 1997 | Лучший телесериал, созданный для эфирного телевидения     |                   | Победа    |
| 1997 | Лучшая мужская роль в телевизионном драматическом сериале | Дэвид Духовны     | Номинация |
| 1997 | Лучшая женская роль в телевизионном драматическом сериале | Джиллиан Андерсон | Победа    |
| 1998 | Лучший телесериал, созданный для эфирного телевидения     |                   | Номинация |
| 1998 | Лучшая мужская роль в телевизионном драматическом сериале | Дэвид Духовны     | Номинация |
| 1998 | Лучшая женская роль в телевизионном драматическом сериале | Джиллиан Андерсон | Номинация |
| 1999 | Лучший телесериал, созданный для эфирного телевидения     |                   | Победа    |
| 1999 | Лучшая мужская роль в телевизионном драматическом сериале | Дэвид Духовны     | Номинация |
| 1999 | Лучшая женская роль в телевизионном драматическом сериале | Джиллиан Андерсон | Номинация |
| 2000 | Лучший телесериал, созданный для эфирного телевидения     |                   | Номинация |
| 2000 | Лучшая женская роль в телевизионном драматическом сериале | Джиллиан Андерсон | Номинация |
| 2016 | Лучший драматический сериал                               |                   | Победа    |
| 2016 | Лучшая мужская роль в телевизионном драматическом сериале | Дэвид Духовны     | Номинация |
| 2016 | Лучшая женская роль в телевизионном драматическом сериале | Джиллиан Андерсон | Номинация |
| 2016 | Лучшая женская роль в телевизионном драматическом сериале | Джиллиан Андерсон | Номинация |
| 2018 | Лучший драматический сериал                               |                   | Номинация |
| 2018 | Лучшая женская роль в телевизионном драматическом сериале | Джиллиан Андерсон | Номинация |

## Премия «Спутник»
Премия «Спутник» — ежегодная награда, присуждаемая Международной академией прессы. Премия была основана в 1996 году в качестве альтернативы «Золотому глобусу».
| Год  | Категория                                   | Номинант          | Результат |
| ---- | ------------------------------------------- | ----------------- | --------- |
| 1997 | Лучший драматический сериал                 |                   | Победа    |
| 1997 | Лучшая мужская роль в драматическом сериале | Дэвид Духовны     | Победа    |
| 1997 | Лучшая женская роль в драматическом сериале | Джиллиан Андерсон | Номинация |
| 1998 | Лучший драматический сериал                 |                   | Номинация |
| 1998 | Лучшая мужская роль в драматическом сериале | Дэвид Духовны     | Номинация |
| 1998 | Лучшая женская роль в драматическом сериале | Джиллиан Андерсон | Номинация |
| 1999 | Лучший драматический сериал                 |                   | Номинация |
| 1999 | Лучшая женская роль в драматическом сериале | Джиллиан Андерсон | Номинация |
| 2000 | Лучшая женская роль в драматическом сериале | Джиллиан Андерсон | Номинация |